# James Learmonth Gowans
James Learmonth Gowans (7 mai 1924 - 1er avril 2020) est un médecin et immunologiste britannique. En 1945, alors qu'il étudie la médecine au King's College Hospital, il participe à la libération du camp de concentration de Bergen-Belsen en tant qu'étudiant en médecine.

## Biographie
Gowans est né à Sheffield, en Angleterre. Il est diplômé en médecine en 1947 du King's College Hospital, puis en 1948 obtient un diplôme en physiologie à Oxford, suivi d'un doctorat avec Howard Walter Florey à la Sir William Dunn School of Pathology d'Oxford sur les lymphocytes. Il devient ensuite professeur de pathologie expérimentale à Oxford. En 1977, il abandonne sa carrière de chercheur pendant dix ans pour devenir secrétaire du Medical Research Council. Il est secrétaire général du Human Frontier Science Program en 1989.
Il est un collègue et ami de longue date de George Mackaness (en).
Il fait des découvertes importantes sur le rôle des lymphocytes dans la réponse immunitaire. En particulier, il montre que certains lymphocytes ne sont pas de courte durée, comme on le supposait précédemment, mais se déplacent du sang vers le système lymphatique et inversement. À l'initiative de Peter Medawar, il entreprend également des expériences sur des rats qui montrent que les lymphocytes jouent un rôle important dans le rejet de greffe.
En 1963, Gowans devient membre de la Royal Society. Il est nommé Commandeur de l'Ordre de l'Empire britannique dans les honneurs du Nouvel An de 1971 pour ses services à la science médicale et Chevalier dans les honneurs du Nouvel An de 1982. En 1980, il reçoit le prix Wolf de médecine. Il est membre étranger de l'Académie nationale des sciences et membre honoraire du SSI (1971) et reçoit plusieurs doctorats honorifiques. En 1968, il reçoit le prix international de la Fondation Gairdner et en 1990, il partage le premier prix Medawar avec Jacques Miller. En 1974, il reçoit le prix Paul-Ehrlich-et-Ludwig-Darmstaedter. Il remporte la médaille royale en 1976 .
En 1956, il épouse Moira Leatham, avec qui il a un fils et deux filles.